# Eppelborn
Eppelborn es un municipio situado en el distrito de Neunkirchen, en el estado federado de Sarre, Alemania, con una población a finales de 2016 de unos 17,130 habitantes.
Se encuentra ubicado en el centro del estado.